# Anarchia (Omen-album)
Az Anarchia az Omen zenekar harmadik nagylemeze, amely 1993-ban jelent meg a Hungaroton gondozásában. Megtalálható rajta a Szelíden című dal is, amely nem csak a zenekar egyik legnagyobb slágere, de a magyar rock és metál zene történetének egyik legszebb lírai dala is egyben. Az Anarchia volt az utolsó Omen lemez Szekeres Tamás gitáros közreműködésével, kinek helyét 1993 szeptemberétől, illetve a következő évben megjelent Jelek albumon már Sárközi Lajos (ex-Sámán) vette át.

## Az album dalai
1. Anarchia - (Nagyfi L.) - 3:23
2. Semmiből a semmibe - (Szekeres T.) - 3:27
3. Észnél legyél - (Nagyfi L.) - 3:10
4. Szelíden - (Ács A.) - 5:09
5. Nézd végig Te is - (Szekeres T.) - 3:14
6. Nincs levegő - (Nagyfi L.) - 4:02
7. Kikapcsolok - (Szekeres T.) - 3:57
8. Halálon innen - (Szekeres T.) - 3:40
9. Nem vagyok eladó - (Nagyfi L. - Szekeres T.) - 3:41
10. Valakit várok - (Szekeres T.) - 3:54

A szövegeket Horváth Attila írta.

## Közreműködők
- Kalapács József - ének
- Nagyfi László - gitár
- Szekeres Tamás - gitár
- Ács András - basszusgitár
- Nagyfi Zoltán - dob